# NGC 2573A
NGC 2573A is een balkspiraalstelsel in het sterrenbeeld Octant. Het bevindt zich in de buurt van NGC 2573 en NGC 2573B.

## Sigma Octantis
NGC 2573A en NGC 2573B zijn de sterrenstelsels die, vanaf de aarde gezien, op een halve graad verwijderd zijn van de ster sigma Octantis. Deze ster fungeert als de poolster van de zuidelijke sterrenhemel, en kreeg de naam Polaris Australis.

## Synoniemen
- ESO 1-9
- AM 2247-892
- IRAS22443-8923
- PGC 70680